# Bark Seghiri
Bark Seghiri (ur. 8 sierpnia 1978 w Argenteuil) – francuski piłkarz algierskiego pochodzenia grający na pozycji środkowego obrońcy.

## Sukcesy
Sukcesy w karierze klubowej:
- Protathlima A’ Kategorias – 1x, z APOEL-em FC, sezon 2008/2009
- Superpuchar Cypru – 1x, z APOEL-em FC, sezon 2008/2009